# Amtsgericht Landstuhl
Das Amtsgericht Landstuhl ist ein Gericht der ordentlichen Gerichtsbarkeit in Rheinland-Pfalz mit Sitz in Landstuhl. Übergeordnet ist das Landgericht Zweibrücken. Zuständiges Oberlandesgericht ist das pfälzische Oberlandesgericht Zweibrücken. Der Amtsgerichtsbezirk umfasst die Verbandsgemeinden Landstuhl, Ramstein-Miesenbach und Bruchmühlbach-Miesau sowie das Gebiet der ehemaligen Verbandsgemeinden Schönenberg-Kübelberg und Waldmohr. Am Amtsgericht sind derzeit fünf Richter, neun Rechtspfleger, drei Gerichtsvollzieher und 21 weitere Bedienstete beschäftigt.

## Gebäude
In seiner Geschichte befand sich das Gericht an verschiedenen Standorten in Landstuhl. Anfangs wurden Räumlichkeiten von der Stadt angemietet, der letzte Mietvertrag wurde jedoch 1866 seitens der Stadt gekündigt. Planungen, das Amtsgericht in einem Anbau des Kantons- bzw. späteren Amtsgerichtsgefängnis unterzubringen. Da das Gebäude aber in seinem sehr schlechten baulichen Zustand war, wurde der Mietvertrag mit der Stadt mehrfach um drei Jahre befristet verlängert. 1880 wurde nach der Ernennung eines weiteren Richters der Beschluss gefasst, ein neues Gerichtsgebäude mit Gefängnisanbau zu errichten.
Die Bauarbeiten am Gebäude nördlich der Kaiserstraße dauerten etwa zwei Jahre. Das neue Gebäude wurde nach Plänen des Kaiserslauterer Bauamtmanns Ludwig von Stempel in einem einfachen Renaissancestil in Bruchsteinmauerwerk errichtet. 1891 bezog das Gericht das neue Gebäude. 1904 wurde das Gebäude an die elektrische Versorgung angeschlossen. Später wurde in den Räumen des Amtsgerichtes auch das Arbeitsgericht Landstuhl untergebracht. 
Seit der Errichtung wurde nur wenig am Gebäude verändert. So findet sich an der Südseite noch ein goldumrandetes Königlich Bayrisches Majestäts-Wappen mit Königskrone und der Inschrift K. B. Amtsgericht. Um den heutigen Parkplatz im Hof des Gebäudes stehen noch heute die etwa vier Meter hohen Mauern des ehemaligen Gefängnisses.
Der Innenbereich des heute denkmalgeschützten Gebäudes wurde entgegen dem Außenbereich mehrfach verändert und umgebaut. So wurden im Rahmen einer grundlegenden Sanierung 1992 und 1993 alle elektrischen Anlagen sowie die Heizung erneuert, Fenster und Fußböden erneuert, die Decken abhängt sowie Feuerschutztüren eingebaut. In dem seit 1963 nicht mehr als Gefängnis genutzten Anbau wurden weitere Diensträume sowie ein Sozialraum gebaut.

## Zuständigkeiten
Der Amtsgerichtsbezirk umfasst die Verbandsgemeinden Landstuhl (ehem.), Ramstein-Miesenbach und Bruchmühlbach-Miesau. Von der Verbandsgemeinde Oberes Glantal gehören die Ortschaften Altenkirchen, Brücken, Dittweiler, Frohnhofen, Gries, Ohmbach und Schönenberg-Kübelberg, ehemals Verbandsgemeinde Schönenberg-Kübelberg, und die Ortschaften Breitenbach, Dunzweiler und Waldmohr, ehemals Verbandsgemeinde Waldmohr, mit zum Amtsgerichtsbezirk.

## Geschichte
In Landstuhl bestand bis 1879 das Landgericht Landstuhl. Mit dem Inkrafttreten des Gerichtsverfassungsgesetzes des Deutschen Reichs zum 1. Oktober 1879 wurde die dort vorgesehene Gerichtsstruktur auch in Bayern eingeführt. Die Bestimmungen dazu enthielt die Königlich Allerhöchste Verordnung, die Bestimmung der Gerichtssitze und die Bildung der Gerichtsbezirke betreffend vom 2. April 1879. Danach wurde das Amtsgericht Landstuhl dem Landgericht Zweibrücken zugeordnet. Sein Sprengel entsprach dem des früheren Landgerichts Landstuhl.
Im Februar 2002 wurde das elektronische Grundbuch eingeführt. 